# Elmwood Township (Missouri)
Elmwood Township est un ancien township, situé dans le comté de Saline, dans le Missouri, aux États-Unis,.
Le township est fondé en 1870 et baptisé en référence à la communauté d'Elmwood (en).

### Source de la traduction
- (en) Cet article est partiellement ou en totalité issu de l’article de Wikipédia en anglais intitulé « Elmwood Township, Saline County, Missouri » (voir la liste des auteurs).